# Orthosia lota
Orthosia lota là một loài bướm đêm trong họ Noctuidae.